# بروتين اللبن الباني للعظام
بروتين اللبن الباني للعظام، بالإنجليزية Osteoblast milk protein OMP وبالصينية 造骨牛奶蛋白 هو الاسم الذي تطلقه شركة مينينغو الصينية على أحد أنواع بروتين اللبن الذي يُستخدم كمادة مضافة إلى لبنها ميلك دولوكس Milk Deluxe}} منذ عام 2005.
ويُعتقد أن تلك المادة المضافة تساعد على امتصاص الكالسيوم وتعزيز عمل الخلايا ألبانية للعظام (بالإنجليزية osteoblast) والوقاية من هشاشة العظام.
في فبراير/ شباط 2009، شككت الإدارة العامة للرقابة على الجودة والفحص والحجرالصحي (AQSIQ)، وهي الهيئة المعنية بالرقابة على الجودة في الصين، في جدوى المادة المضافة OMP. وجاء ذلك في أثناء قيامها بدراسة مسحية عن استخدام إضافات الأطعمة في أعقاب فضيحة اللبن الصيني عام 2008 حيث تم اكتشاف آثار لمادة الميلامين في بعض منتجات الألبان. وفي 2 فبراير/ شباط، أوقفت شركة منينغو إضافة مادة OMP بيد أنها لم تسحب منتجاتها الموجودة في الأسواق. وفي الثالث عشر من الشهر نفسه، أقرت وزارة الصحة الصينية أن مادة OMP «ليست ضارة على صحة الإنسان»  بيد أن الحظر على استخدامها ظل قائما لأن مستورد تلك المادة لم يقدم المستندات اللازمة لرفع الحظر.
وتقوم شركة شانغهاي تونجيوان المحدودة لتكنولوجيا الأغذية (بالإنجليزية Shanghai Tongyuan Food Technology) 上海统圆食品技术有限公司). باستيراد المواد الخام لتصنيع ال OMP من شركة تاتوا كوبريتيف ديري كومباني Tatua Cooperative Dairy Company وهي شركة لمنتجات الألبان في نيوزلندا. وفي البداية، أقرت شركة مينينغو أن المكون الفعال في OMP هو عامل النمو الشبيبة بالأنسولين 1 (Insulin- like growth factor IGF-1) بيد أنها أنكرت فيما بعد إضافتها للIGF وذكرت أن ال OMP مثله مثل بروتين اللبن الأساسي (Milk Basic Protein MBP).
ويُذكر أن عامل النمو الشبيه بالأنسولين قد يسبب السرطان إذا تم تناوله بحرعات مفرطة.
وزعمت الشركة أن المادة المضافة OMP شائعة الاستخدام في أوروبا والولايات المتحدة واليابان وتم اعتمادها من هيئة سلامة الغذاء النيوزلندية وهيئة الغذاء والدواء الأمريكية إف دي إيه.
وظهر فيما بعد أن خطاب الاعتماد الذي أصدرته إف دي إيه ربما يشير إلى إلى مادة مضافة مختلف عن الOMP وتستخدمها شركة منتجات ألبان يابانية تحت اسم سنو (Snow Brand Milk Products Company)
وقال أحد المديرين بجمعية جوانج دونج ديري إنداستري أسوسياشين Guangdong Dairy Industry Association إن مادة OMP قلما تستخدم بالخارج كما أنه لم يتم -على مستوى العالم- التوصل إلى أي نتائج تفيد تأثيرها على صحة الإنسان.
وذكرت الرابطة أنها ستطعن في أي تصريح رسمي صادر عن وزارة الصحة يفيد أن مادة OMP آمنة.
ووفقا لشركة منينغو ووزارة الصحة، يتم إعداد الOMP من اللبن بإزالة الدسم وذلك باستخدام طريقة غشاء الترشيح ويمثل اللاكتوفيرين واللأكتوبروكسيديز مكونيه الرئيسين.